# Aubletiana macrostachys
Aubletiana macrostachys är en törelväxtart som först beskrevs av Franciscus Jozef Breteler, och fick sitt nu gällande namn av J.Murillo. Aubletiana macrostachys ingår i släktet Aubletiana och familjen törelväxter. IUCN kategoriserar arten globalt som nära hotad.
Artens utbredningsområde är Gabon. Inga underarter finns listade i Catalogue of Life.